# Miss Estonia
Miss Estonia (Eesti Miss Estonia) è un concorso di bellezza femminile che si tiene annualmente in Estonia. Le vincitrici del concorso rappresentano il proprio paese a Miss Universo, Miss Europa e Miss Baltic Sea. Il concorso Eesti Miss Estonia si è tenuto per la prima volta nel 1988, 65 anni dopo il primo concorso Miss Estonia. Dal 1993 le vincitrici di Miss Estonia hanno accesso a Miss Universo.

## Albo d'oro
| Anno | Nome                   | Piazzamento a Miss Universo        | Titolo                                    |
| ---- | ---------------------- | ---------------------------------- | ----------------------------------------- |
| 1923 | Sinaida Tamm           | Non partecipa                      |                                           |
| 1925 | Antonie Bergmann       | Non partecipa                      |                                           |
| 1929 | Meeta Kelgo            | Non partecipa                      |                                           |
| 1930 | Amalie Smager          | Non partecipa                      |                                           |
| 1931 | Lilly Silberg          | Non partecipa                      |                                           |
| 1932 | Nadezda Peedi-Hoffmann | Non partecipa                      |                                           |
| 1988 | Heli Mets              | Non partecipa                      |                                           |
| 1989 | Cathy Korju            | Non partecipa                      |                                           |
| 1990 | Liis Tappo             | Non partecipa                      | Miss Baltic Sea 1992                      |
| 1991 | Erika Bauer            | Non partecipa                      |                                           |
| 1992 | Ruth Merila            | Non partecipa                      |                                           |
| 1993 | Lilia Üksvärav         | Sostituita                         |                                           |
| 1994 | Eva Maria Laan         |                                    | Miss Baltic Sea 1995                      |
| 1995 | Enel Eha               |                                    |                                           |
| 1996 | Helen Mahmastol        |                                    |                                           |
| 1997 | Kristiina Heinmets     | Semifinalista a Miss Universo 1997 |                                           |
| 1998 | Kadri Väljaots         | Sostituita                         | Miss Baltic Sea 1999                      |
| 1999 | Triin Rannat           |                                    |                                           |
| 2000 | Evelyn Mikomägi        | Semifinalista a Miss Universo 2000 | Global Beauties' Sexiest Woman Alive 2000 |
| 2001 | Inna Roos              |                                    |                                           |
| 2002 | Jana Tafenau           |                                    |                                           |
| 2003 | Maili Nomm             | Sostituita                         |                                           |
| 2004 | Sirle Kalma            |                                    |                                           |
| 2005 | Jana Kuvaitseva        | Non partecipa                      |                                           |
| 2006 | Kirke Klemmer          |                                    |                                           |
| 2007 | Viktoria Azovskaja     |                                    |                                           |
| 2008 | Kadri Nogu             | Sostituita                         |                                           |
| 2009 | Diana Arno             |                                    |                                           |
| 2011 | Madli Vilsar           |                                    |                                           |
| 2012 | Kätlin Valdmets        | Sostituita                         |                                           |
| 2013 | Kristina Karjalainen   |                                    |                                           |